# Щербак, Юрий Алексеевич
Ю́рий Алексе́евич Щерба́к (1928, Акмолинск — 1979, Сарань) — бригадир проходчиков шахты № 101 («Сокурская»), Казахская ССР, Герой Социалистического Труда.

## Биография
Родился в 1928 году в Акмолинске (позднее — Астана). По национальности русский.
После прохождения действительной службы в рядах Советской Армии приехал в Караганду. После окончания школы ФЗО № 66 пришел работать на шахту № 50/52, где стал работать крепильщиком. Работая, учился на курсах горных мастеров. В 1952 году назначен горным мастером на шахту № 101 треста «Сараньуголь» в городе Сарань.
В 1955 году по своей инициативе перешел в отстающую проходческую бригаду и в течение года вывел её в передовые. Более десяти лет бригада под его руководством систематически перевыполняла производственные задания. В 1964 году ей было присвоено высокое звание бригады коммунистического труда.
На шахте № 101 за последние годы вскрытие новых горизонтов производилось в исключительно трудных горно-геологических условиях — с большим сечением выработок при ограниченном применении горнопроходческих машин и механизмов. Бригада Ю. А. Щербака преодолела все трудности, внеся большой вклад в перспективное развитие шахты. Все выработки, пройденные бригадой, хорошего качества. Бригадир обучил 45 молодых рабочих, внес 40 рациональных предложений.
29 июня 1966 года Указом Президиума Верховного Совета СССР Юрию Алексеевичу Щербаку присвоено звание Героя Социалистического Труда с вручением ордена Ленина и золотой медали «Серп и Молот».
Избирался членом Карагандинского обкома партии. Награждён орденом Ленина, медалями, знаком «Шахтёрская слава».
В 1978 году ушел на пенсию.
Умер в 1979 году.